# 1223 هـ
1223 هـ هي سنة في التقويم الهجري امتدت مقابلةً في التقويم الميلادي بين سنتي 1808 و1809.

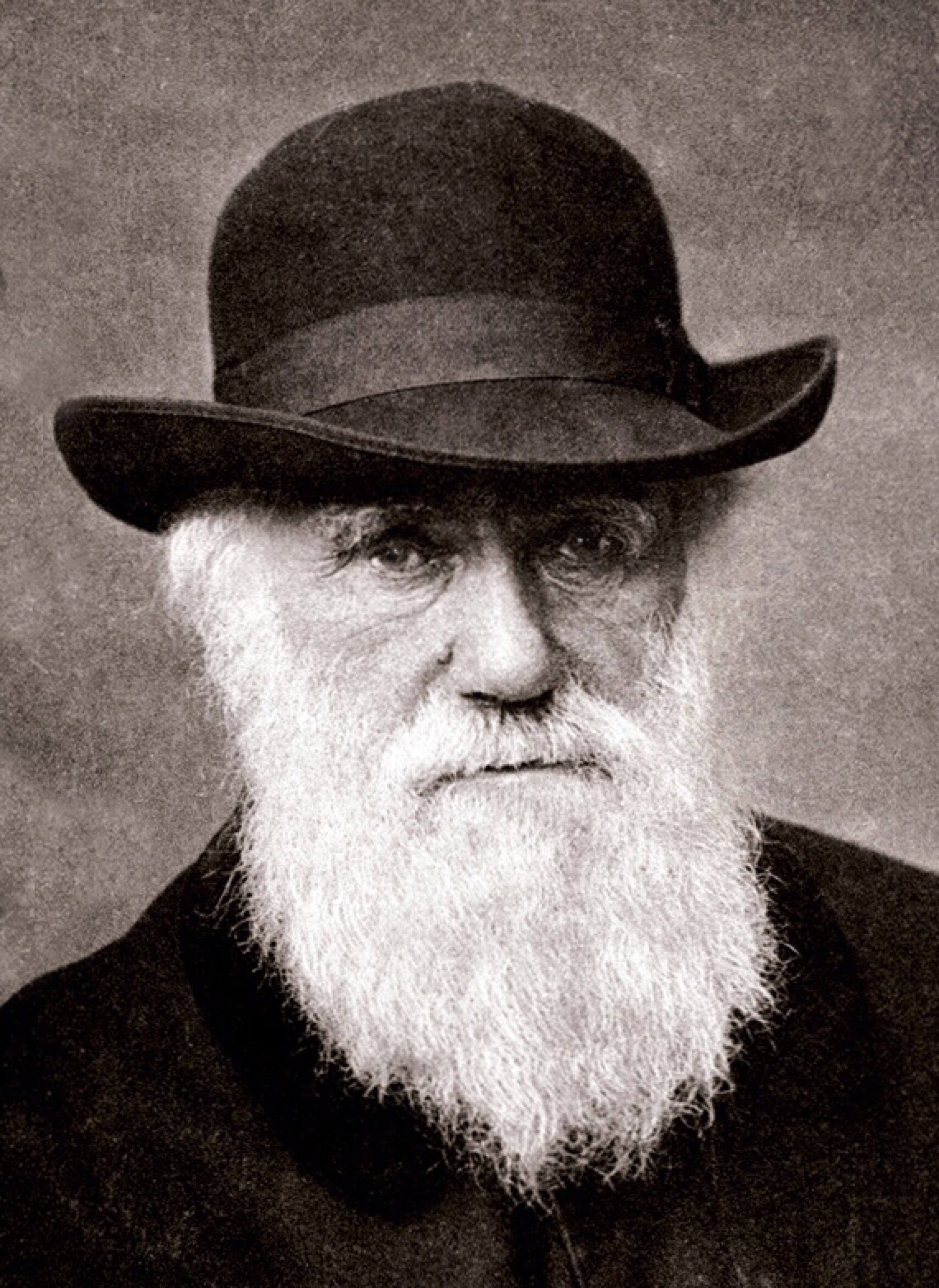
تشارلز داروين

## أحداث
- الإمام عبد الله بن سعود يضم العقير وحرض وخريص والسليل ودبي وأم القوين ورأس الخيمة والعين وشناص وصحار وغابورة تحت حكمه.

## مواليد
- تشارلز داروين
- فرديناند فستنفلد
- قعاني
- لوي-بيير-أوجين سديو
- وليم كيورتن

## وفيات
- قيس بن أحمد البوسعيدي
- مصطفى الرابع